# 華沙猶太區起義

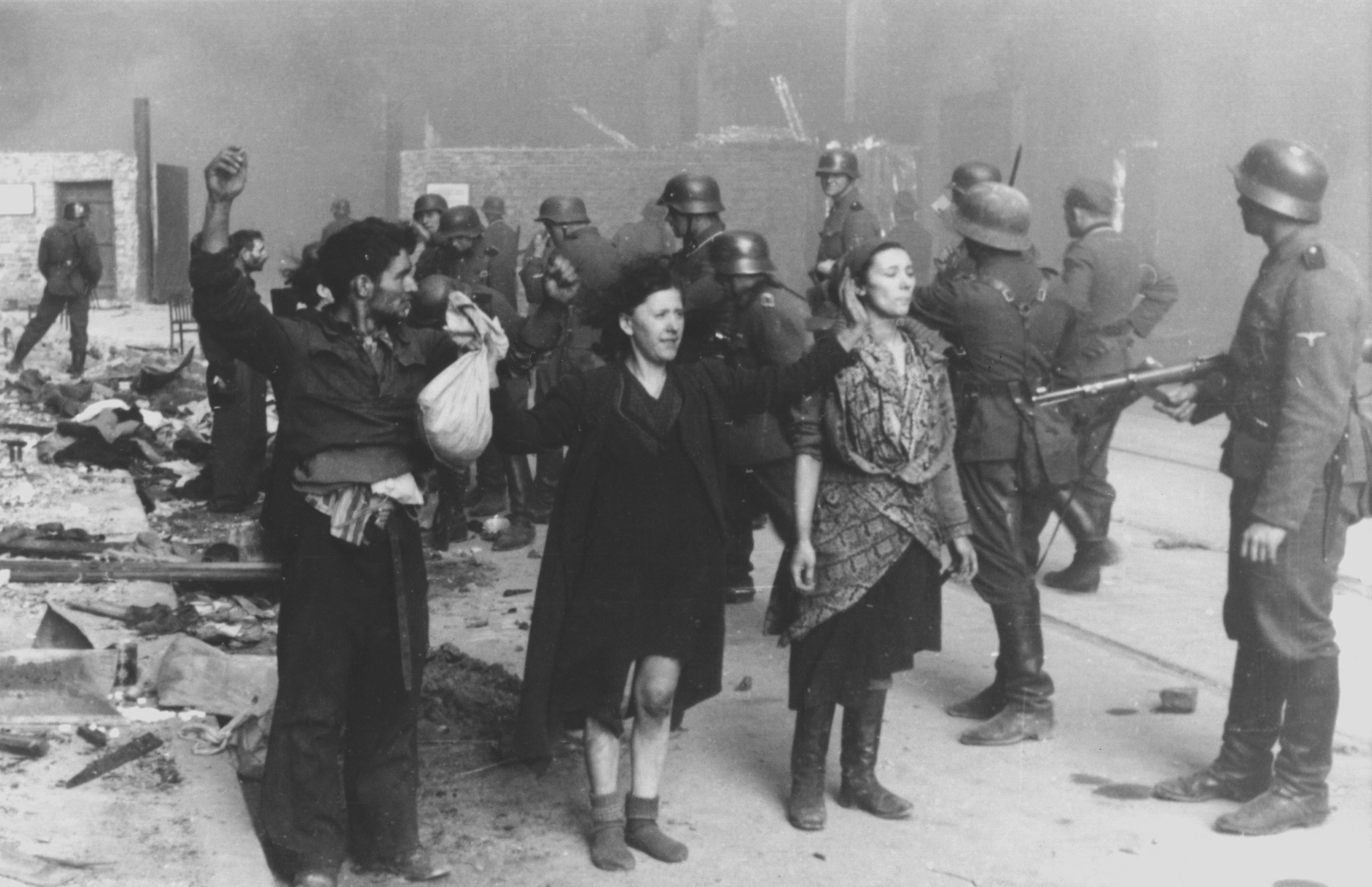
Resistance members captured at Nowolipie 64 near intersection with Smocza. Hasia Szylgold-Szpiro is on the right.

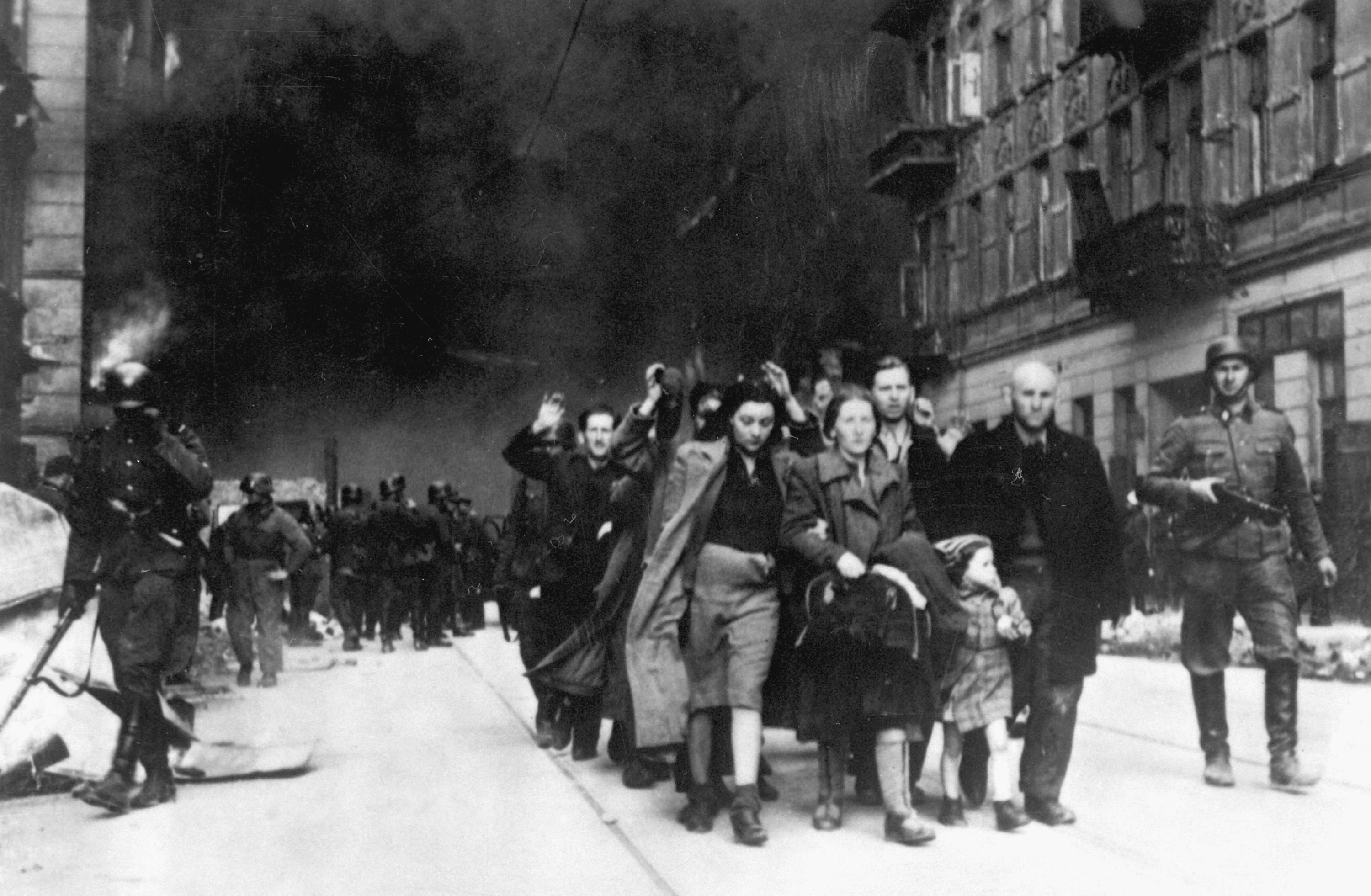
Captured Jews are led by German troops to the assembly point for deportation. Picture taken at Nowolipie street, near the intersection with Smocza.

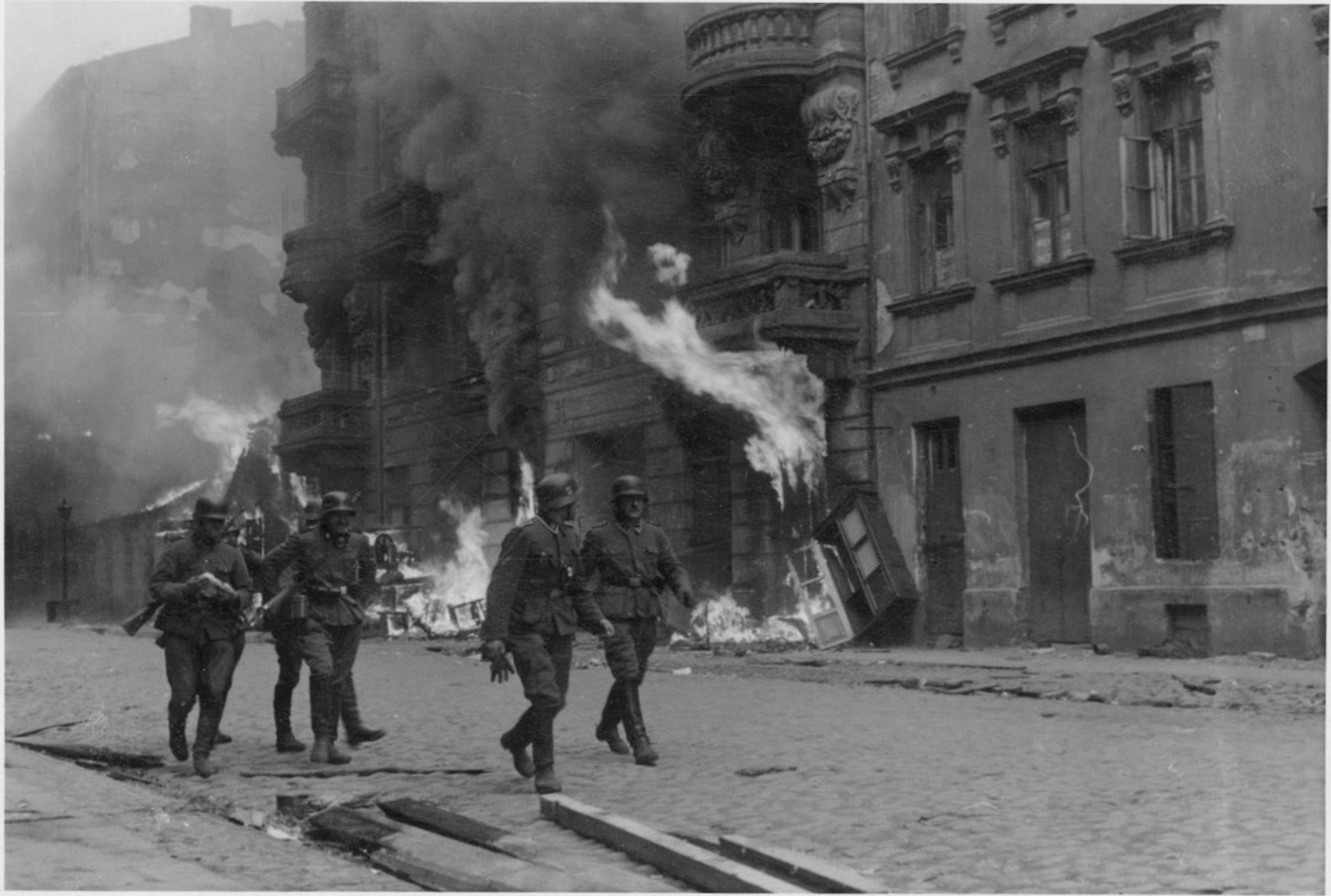
Nowolipie街上的党卫队士兵

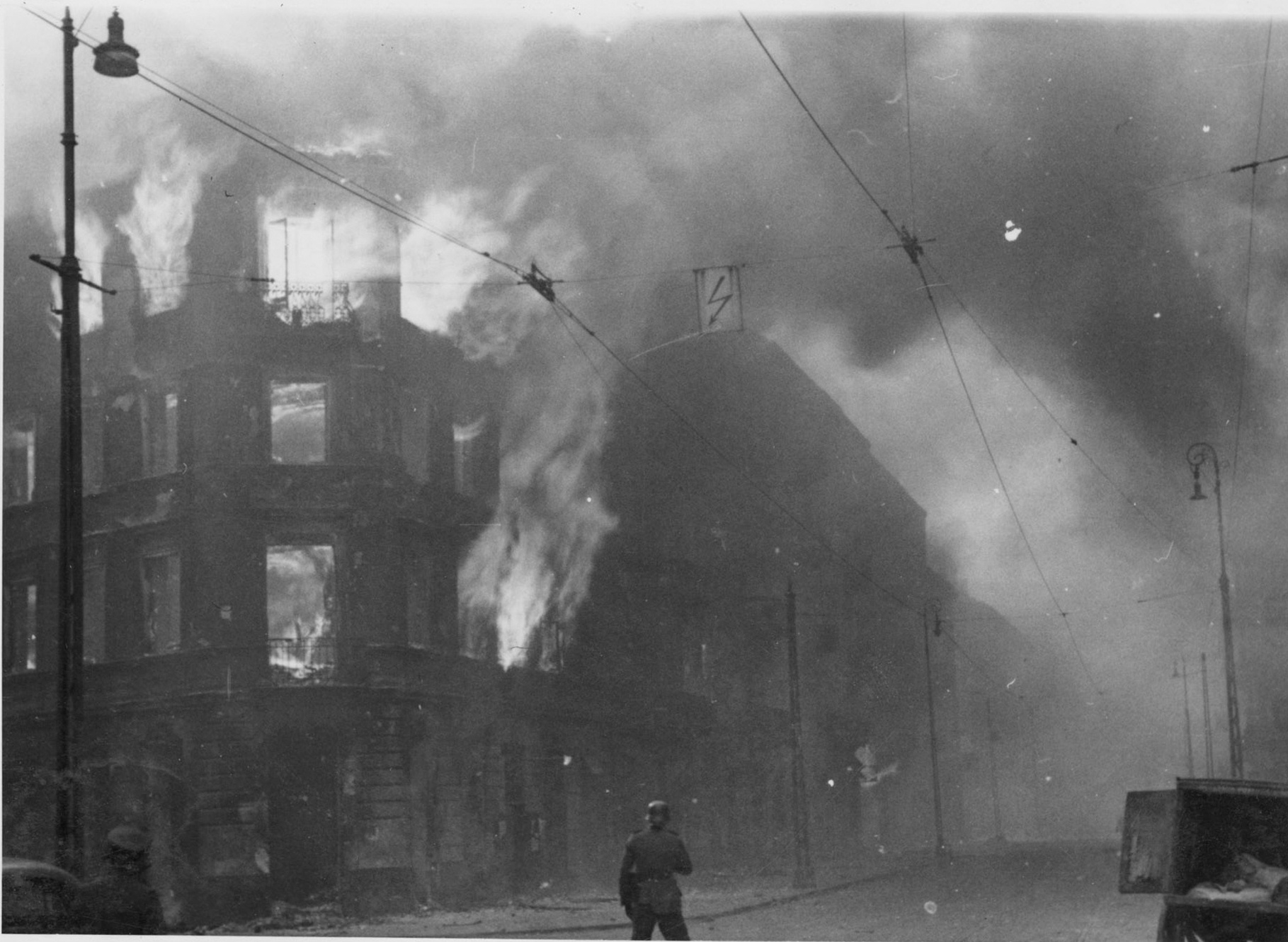
燃燒中的建築，攝於柴門霍夫和伏林街交叉路口

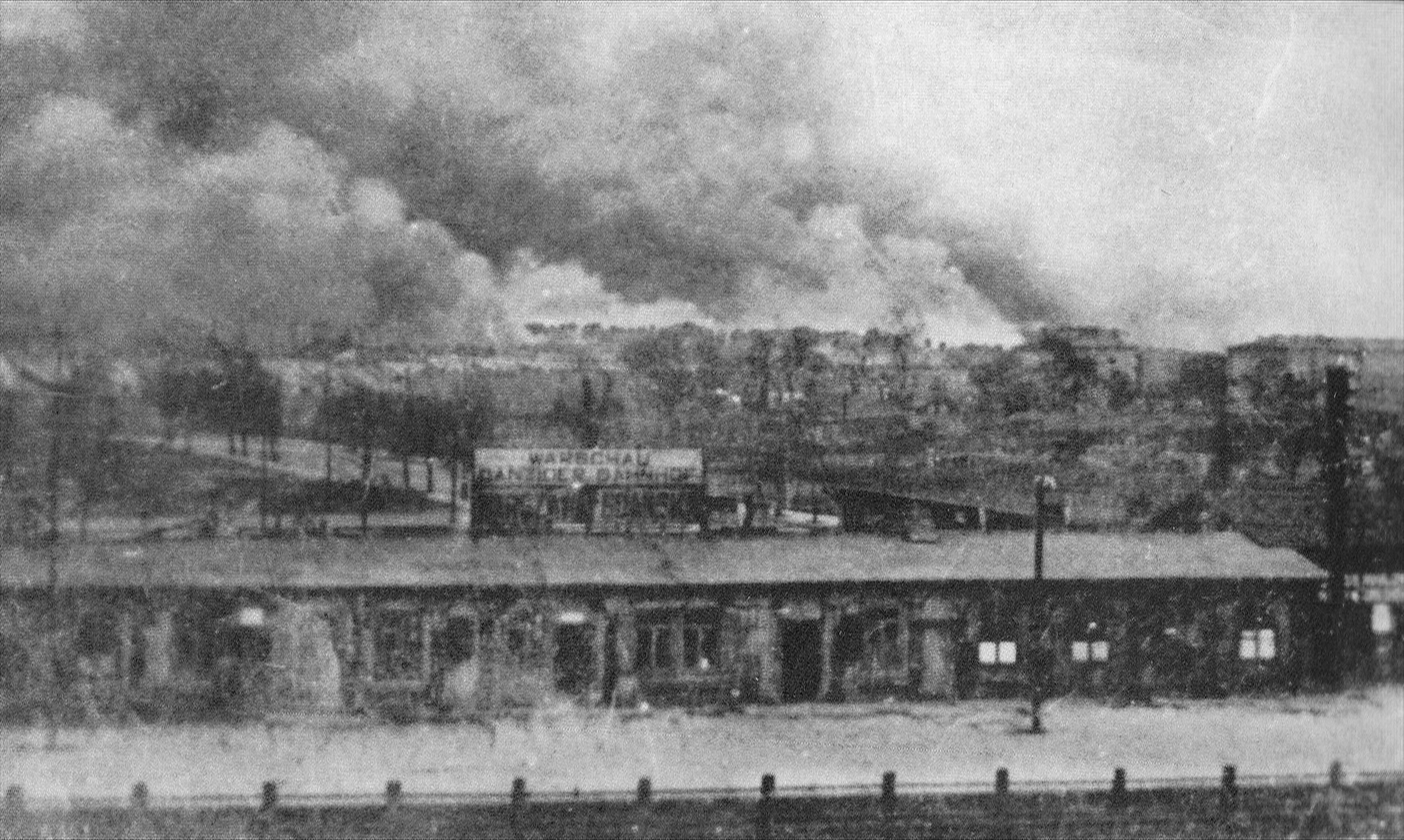
自若利博日區看到的正在起火的猶太區

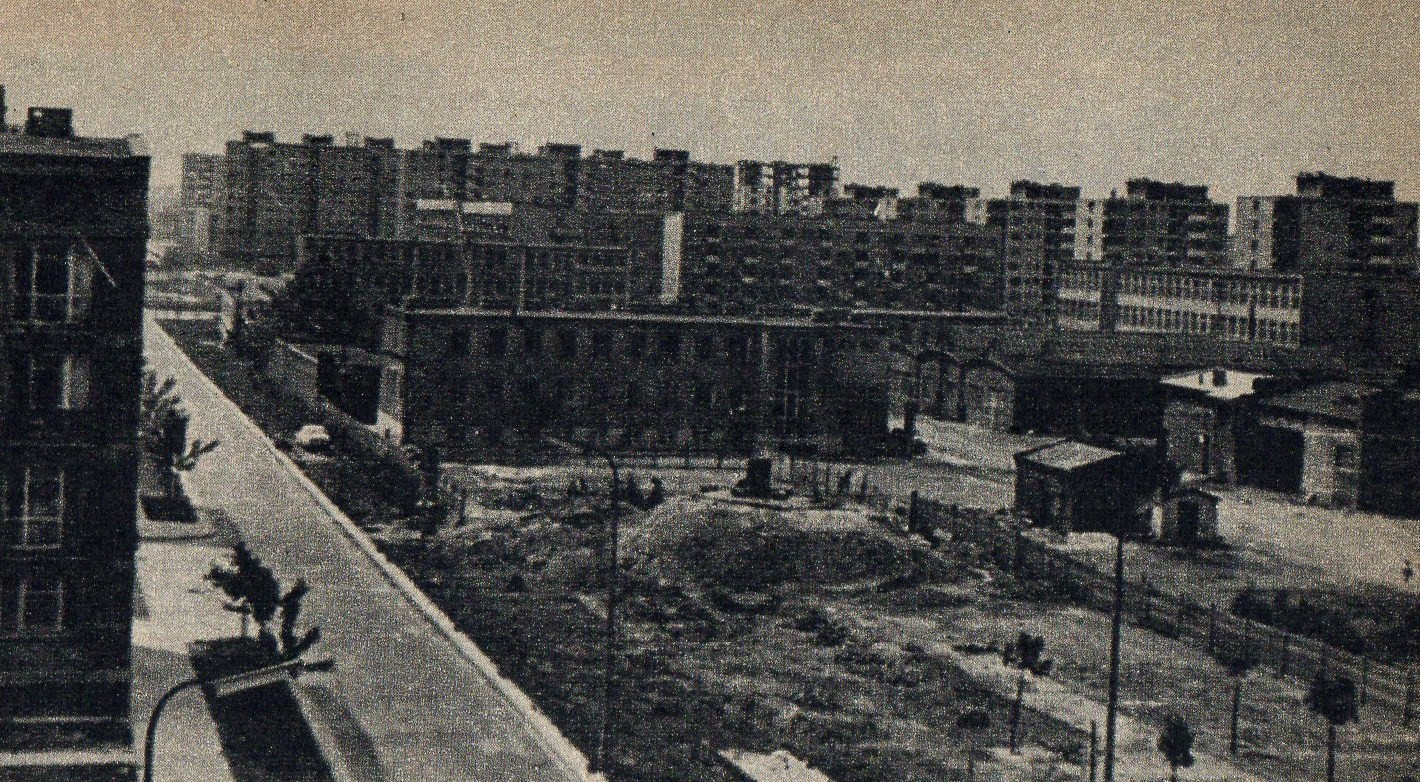
前抵抗組織基地 Mila 18 的遺址，攝於1964年

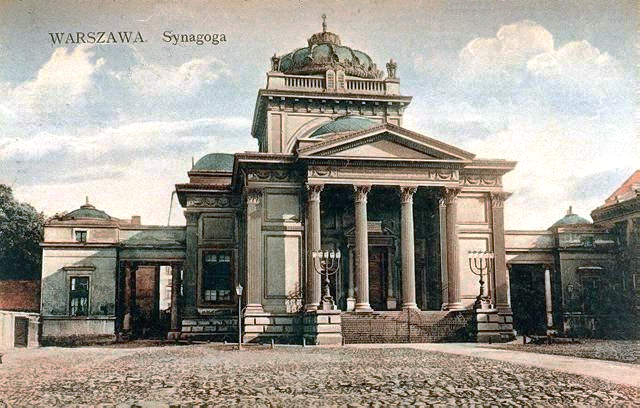
大猶太會堂，於1943年被摧毀

華沙猶太區起義（羅馬化：Aoyfshtand in Varshever Geto）是第二次世界大战期间德占波兰的犹太抵抗组织于1943年在华沙犹太区发动的一次大规模犹太区起义，也是二战期间犹太人规模最大的一次起义。美国大屠杀纪念博物馆称其为“犹太人史上最重要的事件之一”。
在1942年夏的华沙大行动中，华沙逾25万名犹太人被送往特雷布林卡灭绝营屠杀，犹太区内剩余的居民们为了阻止纳粹当局更多的清洗行动开始秘密修筑工事走私武器。左翼的犹太战斗组织（ŻOB）和右翼的犹太军事联盟（ŻZW）分别成立并为武装起义做准备。1943年1月，犹太武装成功击退了当局在犹太区内的一次行动，使得华沙民心大振，犹太居民和波兰抵抗组织纷纷开始支持起义。德方当局则从各部军警门调来约2000名武装人员准备镇压。1943年4月19日，犹太区拒绝了党卫队旅队领袖于尔根·施特鲁普的通牒，起义正式爆发。最初的枪战不起效后，施特鲁普下令逐街焚毁犹太区，于5月16日结束。共13000名犹太人死亡，其中约半数被烧死或在火中窒息而死。德方伤亡很低，据施特鲁普的报告仅110人（17人阵亡，93人负伤）。
犹太区内的居民们知道起义是必败无疑的。起义失败后，多数被俘犹太人都被送往马伊达内克集中营和特雷布林卡灭绝营，华沙犹太区被烧毁的部分则直接被铲除，在其之上建立了华沙集中营的部分设施。华沙犹太区起义比华沙起义早了整一年，在大局上并未对纳粹德国在波兰的占领或者最终解决方案造成太大影响，但使希姆莱认识到了犹太抵抗运动的潜在危险并加速了屠杀步伐。